# 2016年カナダグランプリ
2016年カナダグランプリは、2016年のF1世界選手権第7戦として、2016年6月12日にサーキット・ジル・ヴィルヌーヴで開催された。

## レース前
前戦モナコGPに続き、ピレリはウルトラソフトタイヤを投入。
ホンダが2トークンを使用してターボチャージャーをアップグレード。フェラーリも2トークンを使用して新型ターボを投入。
捨てバイザーについてはモナコGP同様「必要最小限の使用」となっている。

## フリー走行
2016年6月10日（金曜日）
午前の1回目、フェリペ・マッサがDRSのトラブルにより1コーナーでクラッシュし、一時赤旗中断となった。また、マックス・フェルスタッペンがバルテリ・ボッタスの進路を妨害したため、今シーズン初の戒告処分となった。トップタイムはスーパーソフトを使用したルイス・ハミルトン。2位はウルトラソフトを使用したニコ・ロズベルグ。
午後の2回目、気温と路面温度が大幅に上がったがハミルトンが引き続きトップタイム。2位はセバスチャン・ベッテル。1回目でオイル漏れがあったジェンソン・バトンはICEをモナコGPで使用したものに戻している。
2016年6月11日（土曜日）
午前の3回目、残り30分から小雨が降りだすコンディション。終了12分前にケビン・マグヌッセンがターン7出口で姿勢を乱しウォールにクラッシュ、赤旗が振られそのまま終了となった。マシンは大破したものの、マグヌッセンは無事だった。トップタイムはベッテル、2位はフェルスタッペン。

## 予選
2016年6月11日（土曜日）
Q1開始直後から雨が降りだしたものの、ドライコンディションでスタート。Q1終了直前にリオ・ハリアントが4コーナーで壁に接触して右リヤタイヤがパンクし、コース脇にストップしたことにより、この時点でQ1は実質的に終了となった。トップタイムはニコ・ロズベルグ。ニコ・ヒュルケンベルグはスーパーソフトでベストタイムを出したが、他のドライバーはウルトラソフトによるものだった。ケビン・マグヌッセンはフリー走行3回目のクラッシュのため、予選に出走することができなかった。
Q2の残り11分52秒、カルロス・サインツが最終シケインでクラッシュし、赤旗中断となる。ドライバーは無事だったが、マシンはリヤ部分に大きなダメージを負った。フェルナンド・アロンソは最後のアタックで10位に滑り込みQ3に進出した。トップタイムはルイス・ハミルトン、2位にロズベルグが続いた。
予選開始後から雨が警戒されていたが、Q3終了までドライコンディションのまま推移した。ハミルトンがポールポジションを獲得、ロズベルグは最後のアタックでミスを犯し2位止まりとなったが、メルセデスがフロントローを独占した。セバスチャン・ベッテルがメルセデス以外で唯一1分12秒台を出し3位。

### 結果
| Pos.                | No. | ドライバー                 | コンストラクター                | Q1       | Q2       | Q3       | Grid |
| ------------------- | --- | -------------------------- | ------------------------------- | -------- | -------- | -------- | ---- |
| 1                   | 44  | ルイス・ハミルトン         | メルセデス                      | 1:14.121 | 1:13.076 | 1:12.812 | 1    |
| 2                   | 6   | ニコ・ロズベルグ           | メルセデス                      | 1:13.714 | 1:13.094 | 1:12.874 | 2    |
| 3                   | 5   | セバスチャン・ベッテル     | フェラーリ                      | 1:13.925 | 1:13.857 | 1:12.990 | 3    |
| 4                   | 3   | ダニエル・リカルド         | レッドブル-タグ・ホイヤー       | 1:14.030 | 1:13.540 | 1:13.166 | 4    |
| 5                   | 33  | マックス・フェルスタッペン | レッドブル-タグ・ホイヤー       | 1:14.601 | 1:13.793 | 1:13.414 | 5    |
| 6                   | 7   | キミ・ライコネン           | フェラーリ                      | 1:14.477 | 1:13.849 | 1:13.579 | 6    |
| 7                   | 77  | バルテリ・ボッタス         | ウィリアムズ-メルセデス         | 1:14.389 | 1:13.791 | 1:13.670 | 7    |
| 8                   | 19  | フェリペ・マッサ           | ウィリアムズ-メルセデス         | 1:14.815 | 1:13.864 | 1:13.769 | 8    |
| 9                   | 27  | ニコ・ヒュルケンベルグ     | フォース・インディア-メルセデス | 1:14.663 | 1:14.166 | 1:13.952 | 9    |
| 10                  | 14  | フェルナンド・アロンソ     | マクラーレン-ホンダ             | 1:15.026 | 1:14.260 | 1:14.338 | 10   |
| 11                  | 11  | セルジオ・ペレス           | フォース・インディア-メルセデス | 1:14.814 | 1:14.317 |          | 11   |
| 12                  | 22  | ジェンソン・バトン         | マクラーレン-ホンダ             | 1:14.755 | 1:14.437 |          | 12   |
| 13                  | 26  | ダニール・クビアト         | トロ・ロッソ-フェラーリ         | 1:14.829 | 1:14.457 |          | 151  |
| 14                  | 21  | エステバン・グティエレス   | ハース-フェラーリ               | 1:15.148 | 1:14.571 |          | 13   |
| 15                  | 8   | ロマン・グロージャン       | ハース-フェラーリ               | 1:15.444 | 1:14.803 |          | 14   |
| 16                  | 55  | カルロス・サインツ         | トロ・ロッソ-フェラーリ         | 1:14.714 | 1:21.956 |          | 202  |
| 17                  | 30  | ジョリオン・パーマー       | ルノー                          | 1:15.459 |          |          | 16   |
| 18                  | 94  | パスカル・ウェーレイン     | MRT-メルセデス                  | 1:15.599 |          |          | 17   |
| 19                  | 9   | マーカス・エリクソン       | ザウバー-フェラーリ             | 1:15.635 |          |          | 213  |
| 20                  | 12  | フェリペ・ナッセ           | ザウバー-フェラーリ             | 1:16.663 |          |          | 18   |
| 21                  | 88  | リオ・ハリアント           | MRT-メルセデス                  | 1:17.052 |          |          | 19   |
| 107% time: 1:18.873 |     |                            |                                 |          |          |          |      |
| NC                  | 20  | ケビン・マグヌッセン       | ルノー                          | no time  |          |          | 224  |
| ソース              |     |                            |                                 |          |          |          |      |

追記
- ^1 - クビアトは前戦モナコGP決勝におけるペナルティにより2グリッド降格（本来は3グリッド降格だが、サインツのペナルティにより2グリッド降格となった）
- ^2 - サインツは予選後にギアボックスを交換したため5グリッド降格[5]
- ^3 - エリクソンは前戦モナコGP決勝におけるペナルティにより2グリッド降格（本来は3グリッド降格だが、マグヌッセンの最後尾スタートにより2グリッド降格となった）
- ^4 - マグヌッセンはフリー走行3回目のクラッシュにより予選に出走できなかったが、スチュワードの判断により決勝出走が認められ、最後尾からのスタートとなった。また、ギアボックスの交換により5グリッド降格のペナルティが科されたが、最後尾グリッドのまま変更なし

## 決勝
2016年6月12日（日曜日）
雨がポツポツ降っていたがドライコンディションでスタート。ポールポジションのルイス・ハミルトンはスタートが悪く2位に後退。3番手スタートのセバスチャン・ベッテルがトップに立つ。ニコ・ロズベルグもハミルトンに並びかけたが押し出され大きく順位を落とした。11周目、ジェンソン・バトンのマシンから白煙が上がり（後にギアボックストラブルと判明）コースアウト、これによりバーチャルセーフティカーとなったことでベッテルがウルトラソフトからスーパーソフトにタイヤを交換して4位でコースに復帰、コース上でレッドブル2台を抜きハミルトンを追う。ハミルトンは24周目にソフトへタイヤ交換、ベッテルの後ろでコースに復帰、このまま最後まで走る作戦を取った。再び首位に立ったベッテルだが、まだ使用義務のあるソフトへ交換する必要があった。ベッテルは37周目にソフトへタイヤ交換、これでハミルトンが首位に浮上。ベッテルはハミルトンを猛追するも5秒及ばず、ハミルトンが連勝した。ポイントリーダーのロズベルグが5位に終わったことにより、ロズベルグとハミルトンの差は9ポイントまで縮まった。バルテリ・ボッタスが3位となり、2015年メキシコGP以来の表彰台を獲得している。

### 結果
| Pos.   | No. | ドライバー                 | コンストラクター                | 周回数 | タイム/リタイア | Grid | Pts. |
| ------ | --- | -------------------------- | ------------------------------- | ------ | --------------- | ---- | ---- |
| 1      | 44  | ルイス・ハミルトン         | メルセデス                      | 70     | 1:31:05.296     | 1    | 25   |
| 2      | 5   | セバスチャン・ベッテル     | フェラーリ                      | 70     | +5.011          | 3    | 18   |
| 3      | 77  | バルテリ・ボッタス         | ウィリアムズ-メルセデス         | 70     | +46.422         | 7    | 15   |
| 4      | 33  | マックス・フェルスタッペン | レッドブル-タグ・ホイヤー       | 70     | +53.020         | 5    | 12   |
| 5      | 6   | ニコ・ロズベルグ           | メルセデス                      | 70     | +1:02.093       | 2    | 10   |
| 6      | 7   | キミ・ライコネン           | フェラーリ                      | 70     | +1:03.017       | 6    | 8    |
| 7      | 3   | ダニエル・リカルド         | レッドブル-タグ・ホイヤー       | 70     | +1:03.634       | 4    | 6    |
| 8      | 27  | ニコ・ヒュルケンベルグ     | フォース・インディア-メルセデス | 69     | +1 Lap          | 9    | 4    |
| 9      | 55  | カルロス・サインツ         | トロ・ロッソ-フェラーリ         | 69     | +1 Lap          | 20   | 2    |
| 10     | 11  | セルジオ・ペレス           | フォース・インディア-メルセデス | 69     | +1 Lap          | 11   | 1    |
| 11     | 14  | フェルナンド・アロンソ     | マクラーレン-ホンダ             | 69     | +1 Lap          | 10   |      |
| 12     | 26  | ダニール・クビアト         | トロ・ロッソ-フェラーリ         | 69     | +1 Lap          | 15   |      |
| 13     | 21  | エステバン・グティエレス   | ハース-フェラーリ               | 68     | +2 Laps         | 13   |      |
| 14     | 8   | ロマン・グロージャン       | ハース-フェラーリ               | 68     | +2 Laps         | 14   |      |
| 15     | 9   | マーカス・エリクソン       | ザウバー-フェラーリ             | 68     | +2 Laps         | 21   |      |
| 16     | 20  | ケビン・マグヌッセン       | ルノー                          | 68     | +2 Laps         | 22   |      |
| 17     | 94  | パスカル・ウェーレイン     | MRT-メルセデス                  | 68     | +2 Laps         | 17   |      |
| 18     | 12  | フェリペ・ナッセ           | ザウバー-フェラーリ             | 68     | +2 Laps         | 18   |      |
| 19     | 88  | リオ・ハリアント           | MRT-メルセデス                  | 68     | +2 Laps         | 19   |      |
| Ret    | 19  | フェリペ・マッサ           | ウィリアムズ-メルセデス         | 35     | オーバーヒート  | 8    |      |
| Ret    | 30  | ジョリオン・パーマー       | ルノー                          | 16     | 水漏れ          | 16   |      |
| Ret    | 22  | ジェンソン・バトン         | マクラーレン-ホンダ             | 9      | ギアボックス    | 12   |      |
| ソース |     |                            |                                 |        |                 |      |      |

ファステストラップ
- ニコ・ロズベルグ（メルセデス） 1:15.599（60周目）

ラップリーダー
- セバスチャン・ベッテル（Lap 1-10, 24-36）
- ルイス・ハミルトン（Lap 11-23, 37-70）

## 第7戦終了時点でのランキング
|   | 順位 | ドライバー             | ポイント |
|   | 1    | ニコ・ロズベルグ       | 116      |
|   | 2    | ルイス・ハミルトン     | 107      |
| 2 | 3    | セバスチャン・ベッテル | 78       |
| 1 | 4    | ダニエル・リカルド     | 72       |
| 1 | 5    | キミ・ライコネン       | 69       |

|  | 順位 | コンストラクター                | ポイント |
|  | 1    | メルセデス                      | 223      |
|  | 2    | フェラーリ                      | 147      |
|  | 3    | レッドブル-タグ・ホイヤー       | 130      |
|  | 4    | ウィリアムズ-メルセデス         | 81       |
|  | 5    | フォース・インディア-メルセデス | 42       |

- 注：ドライバー、コンストラクター共にトップ5のみ表示。